# Arcane Astral Aeons
Albums de Sirenia
Dim Days of Dolor
(2016) Riddles, Ruins & Revelations
(2021)
Singles
1. Love Like Cyanide
Sortie : 24 septembre 2018
2. Into the Night
Sortie : 12 octobre 2018

Arcane Astral Aeons est le neuvième album studio du groupe norvégien de metal symphonique Sirenia sorti le 26 octobre 2018 sur le label Napalm Records.  C’est leur deuxième album avec la chanteuse française Emmanuelle Zoldan,.
Une vidéo lyrique a été réalisée pour le single "Love Like Cyanide", sorti le 21 septembre 2018. La chanson contient une apparition de Yannis Papadopoulos du groupe finlandais Beast In Black. Le 19 octobre, le clip vidéo du deuxième single "Into the Night" est sorti. Les deux vidéos ont été réalisées par le cinéaste et musicien suédois Owe Lingvall.

## Historique
Arcane Astral Aeons a été composé par Morten Veland au début de 2018, lors de la pause de la tournée nord-américaine intense que Sirenia a terminée en avril.
Le 14 août, les détails de l'album ont été révélés. Fondamentalement, est la même production et la même ingénierie que leur prédécesseur Dim Days of Dolor (2016). Il a été enregistré entre mai et juillet 2018 dans le studio d'enregistrement personnel de Veland (Audio Avenue Studios) à Tau, dans le Rogaland. Des enregistrements supplémentaires ont été réalisés aux studios Sound Suite à Marseille.
Contrairement à tout autre album de Sirenia, tous les membres ont contribué au studio d’enregistrement. En particulier, les guitaristes Jan Erik Soltvedt et Nils Courbaron ont tous deux joué des solos sur plusieurs pistes. De plus, Emmanuelle Zoldan a démontré beaucoup plus ses compétences d'opéra vocal et a écrit les paroles françaises dans deux chansons. À propos de cela et de leur campagne de promotion intense, Veland a déclaré:

Cet album est unique en son genre car c'est le premier album que nous avons créé avec nos fans. tous ceux qui ont soutenu notre campagne d'engagement ont directement contribué au financement de l'album et à en faire ce qu'il est devenu. [...] 

L'album a été mixé aux studios Hansen à Ribe, au Danemark par le producteur et ingénieur du son, Jacob Hansen. La pochette a de nouveau été créée par l’artiste hongrois Gyula Havancsák de Hjules Illustration And Design.

## Liste des chansons
Toute la musique est composée par Morten Veland, à l'exception de "Nos heures sombres" d'Emmanuelle Zoldan..
| No  | Titre                                    | Durée |
| --- | ---------------------------------------- | ----- |
| 1.  | In Styx Embrace                          | 6:02  |
| 2.  | Into the Night                           | 4:40  |
| 3.  | Love Like Cyanide                        | 5:49  |
| 4.  | Desire                                   | 5:15  |
| 5.  | Asphixia                                 | 5:37  |
| 6.  | Queen of Lies                            | 3:55  |
| 7.  | Nos heures sombres                       | 4:30  |
| 8.  | The Voyage                               | 5:10  |
| 9.  | Aerodyne                                 | 4:40  |
| 10. | The Twilight Hour                        | 4:04  |
| 11. | Glowing Embers                           | 5:32  |
| 12. | Love Like Cyanide (Edit Version) (Bonus) | 4:06  |